# 1,3-Butandiol
1,3,5-Trihlorobenzen je organohlorinsko jedinjenje. On je jedan od tri izomera trihlorobenzena. 1,3,5-Trihlorobenzen je u većoj meri simetričan od drugih izomera, i javlja se u obliku bezbojnih kristala, dok su ostali izomeri tečni na sobnoj temperaturi.
Ovo jedinjenje se ne formira hlorinacijom benzena. Umesto toga se priprema Sandmejerovom reakcijom iz 3,5-dihloroanilina.

## Spoljašnje veze
|  | Molimo Vas, obratite pažnju na važno upozorenje u vezi sa temama iz oblasti medicine (zdravlja). |